# Nice-Mont Agel
Nice-Mont Agel, aussi appelée course de côte du Mont Agel, est une ancienne course cycliste française, organisée entre 1920 et 1965.
Trente-cinq édition de la course se déroule entre 1920 et 1965. L'arrivée est jugé au sommet du Mont Agel situé sur le territoire de la commune française de Peille, dans le département des Alpes-Maritimes.

## Palmarès
| Année     | Vainqueur           | Deuxième          | Troisième         |
| --------- | ------------------- | ----------------- | ----------------- |
| 1920      | Henri Pélissier     | Francis Pélissier | Gustave Ganay     |
| 1921      | Henri Pélissier     | Charles Lacquehay | Giuseppe Azzini   |
| 1922      | Henri Pélissier     | Charles Lacquehay | Francis Pélissier |
| 1923      | Charles Lacquehay   | Henri Pélissier   | Alfredo Binda     |
| 1924-1930 | non disputé         | non disputé       | non disputé       |
| 1931      | Louis Minardi       | Benoît Faure      | Felice Gremo      |
| 1932      | René Vietto         | Raoul Lesueur     | Vicente Trueba    |
| 1933      | Luigi Barral        | René Vietto       | Joseph Neri       |
| 1934      | Luigi Barral        | Ettore Molinaro   | Joseph Neri       |
| 1935      | Luigi Barral        | Luigi Ferrando    | Joseph Neri       |
| 1936      | Luigi Barral        | Nello Troggi      | Gabriel Ruozzi    |
| 1937      | Luigi Barral        | Ettore Molinaro   | Joseph Neri       |
| 1938      | Francesco Camusso   | Luigi Barral      | Dante Gianello    |
| 1939      | Émile Vaucher       | Dante Gianello    | Gabriel Ruozzi    |
| 1940      | non disputé         | non disputé       | non disputé       |
| 1941      | Gabriel Ruozzi      | René Vietto       | Fermo Camellini   |
| 1942      | Gabriel Ruozzi      | Celestino Camilla | Lucien Teisseire  |
| 1943      | Auguste Mallet      | Fermo Camellini   | Paul Néri         |
| 1944-1945 | non disputé         | non disputé       | non disputé       |
| 1946      | Fermo Camellini     | Joseph Neri       | René Vietto       |
| 1947      | Francis Fricker     | Joseph Neri       | Primo Volpi       |
| 1948      | Pierre Molinéris    | Francis Fricker   | Apo Lazaridès     |
| 1949      | Lucien Lazaridès    | Jean de Gribaldy  | Jean Dotto        |
| 1950      | Émile Teisseire     | Jean Dotto        | Joseph Mirando    |
| 1951      | Jean Dotto          | Gilbert Bauvin    | José Gil Solé     |
| 1952      | Jean Dotto          | Giancarlo Astrua  | Lucien Teisseire  |
| 1953      | José Gil Solé       | Claude Vincent    | Joseph Mirando    |
| 1954      | Federico Bahamontes | Antoine Perugini  | Giuseppe Buratti  |
| 1955      | José Gil Solé       | Adriano Salviatto | Giuseppe Buratti  |
| 1956      | José Gil Solé       | Raymond Meyzenq   | Marius Vial       |
| 1957      | José Gil Solé       | Jean Dotto        | Louis Rostollan   |
| 1958      | Alfred Gratton      | Michel Vermeulin  | Albert Pannacci   |
| 1959      | Claude Mattio       | Alfred Gratton    | Jean Dotto        |
| 1960      | José Gil Solé       | Raymond Poulidor  | Claude Leclercq   |
| 1961      | Federico Bahamontes | Raymond Poulidor  | José Gil Solé     |
| 1962      | Manuel Manzano      | José Gil Solé     | Gilbert Salvador  |
| 1963      | René Binggeli       | Gilbert Salvador  | Joseph Carrara    |
| 1964      | non disputé         | non disputé       | non disputé       |
| 1965      | Italo Zilioli       | Gilbert Bellone   | Paul Gutty        |